# Boljetin
Boljetin (cyr. Бољетин) – wieś w Serbii, w okręgu borskim, w gminie Majdanpek. W 2011 roku liczyła 512 mieszkańców.